# Hòa Phú, Chiêm Hóa
Hòa Phú là một xã thuộc huyện Chiêm Hóa, tỉnh Tuyên Quang, Việt Nam.
Xã Hòa Phú có diện tích 58,07 km², dân số năm 1999 là 5189 người, mật độ dân số đạt 89 người/km².

## Địa lý
Xã nằm ở phía Tây Nam thuộc huyện Chiêm Hóa, tỉnh Tuyên Quang. Nằm cách thị trấn Vĩnh Lộc khoảng 16km về phía bắc, cách thành phố Tuyên Quang khoảng 50 km. Với vị trí địa lý:
- Phía Đông giáp xã Tân Thịnh, Hoà An
- Phía Tây giáp xã Minh Hương (huyện Hàm Yên)
- Phía Nam giáp xã Yên Nguyên, Nhân Lý
- Phía Bắc giáp xã Hà Lang, Tân An

## Các đơn vị hành chính
Gồm có 13 thôn, chia làm 4 cụm thôn:
- Cụm thôn Làng Đẩu: Cây La, Làng Đẩu
- Cụm thôn Lang Chang: Lang Chang, Thác Lụa, Khuân Hang
- Cụm thôn Hiệp Hòa: Gia Kè, Càng Nộc, Lăng Quậy, Đèo Chắp
- Cụm thôn Chí Vinh: Lăng Cuồng, Lăng Khán, Nà Tàng, Đồng Bả